# Keir Starmer
Sir Keir Rodney Starmer KCB KC (/ˈkɪər/; n. 2 septembrie 1962, Greater London, Anglia, Regatul Unit) este un om politic și avocat pledant⁠(d) britanic care deține funcția de prim-ministru al Regatului Unit din 2024 și de lider al Partidului Laburist din 2020. El este membru al Parlamentului din Colegiul Holborn și St. Pancras din 2015. A fost lider al opoziției din 2020 până în 2024 și, de asemenea, director al Procuraturii din 2008 până în 2013.
Născut la Londra și crescut în Surrey, Starmer a urmat cursurile școlii de stat Reigate Grammar School, care a devenit școală privată în timp ce învăța el acolo. El a fost activ politic de la o vârstă fragedă și s-a alăturat organizației Tinerii Socialiști ai Partidului Laburist⁠(d) la vârsta de 16 ani. A absolvit Universitatea din Leeds cu o diplomă de licență în drept în 1985 și a obținut o diplomă postuniversitară de licență în drept civil la St Edmund Hall la Universitatea din Oxford în 1986. După ce a fost admis în barou, Starmer a fost mai ales avocat al apărării în procesele penale, specializat în drepturile omului. El a servit ca consilier pentru drepturile omului la Comisia de Poliție din Irlanda de Nord și a fost numit consilier al reginei⁠(d) în 2002. Ulterior, a făcut referire la activitatea sa în domeniul polițienesc în Irlanda de Nord ca având o mare influență asupra deciziei lui de a urma o carieră politică. În perioada în care a fost director al Procuraturii, s-a ocupat de o serie de cazuri majore, inclusiv cazul de crimă Stephen Lawrence⁠(d). A fost decorat cu Ordinul Bath în grad de cavaler-comandant (KCB) cu ocazia onorurilor de Anul Nou 2014 pentru serviciile acordate dreptului și justiției penale.
Starmer a fost ales în Camera Comunelor la alegerile generale din 2015⁠(d). Ca Backbencher⁠(d), el a susținut campania nereușită Britain Stronger in Europe⁠(d) la referendumul pentru rămânerea în Uniunea Europeană din 2016. El a fost numit ministru din umbră pentru imigrație de către Jeremy Corbyn, dar a renunțat la acest rol în iunie 2016, ca parte a unei serii de demisii din cabinetul din umbră ca semn de protest față de acțiunile lui Corbyn în fruntea Partidului Laburist. Acceptând un nou post sub conducerea lui Corbyn în acel an ca secretar de stat în umbră pentru ieșirea din Uniunea Europeană, Starmer a susținut propunerea de organizare a unui al doilea referendum pe tema Brexit. După demisia lui Corbyn în urma înfrângerii Partidului Laburist în alegerile generale din 2019, Starmer i-a urmat acestuia la conducerea partidului, câștigând alegerile interne laburiste din 2020 pe o platformă de stânga.
Ca lider laburist, Starmer a repoziționat partidul mai spre centrul politic. El a subliniat importanța eliminării antisemitismului din cadrul partidului⁠(d), o chestiune controversată pe vremea când partidul era condus de Corbyn. Susținătorii săi l-au lăudat pentru reformele sale pe tema antisemitismului și pentru că a contribuit la îmbunătățirea credibilității laburiștilor în fața electoratului după conducerea anterioară, în timp ce criticii săi l-au acuzat că laburiștii de stânga au fost tratați incorect. În 2023, Starmer și-a asumat cinci misiuni pentru guvernul său, vizând probleme precum creșterea economică, sănătatea, energia curată, criminalitatea și educația. Starmer a condus Partidul Laburist la o victorie zdrobitoare la alegerile generale din 2024, punând capăt celor paisprezece ani de guvernare conservatoare. Această victorie a fost similară cu cea obținută de Tony Blair la alegerile generale din 1997⁠(d), ultima dată când o laburiștii au înlăturat, din opoziție, prin alegeri, un guvern conservator.